# Thymoites subtilis
Thymoites subtilis är en spindelart som först beskrevs av Simon 1894.  Thymoites subtilis ingår i släktet Thymoites och familjen klotspindlar. Inga underarter finns listade i Catalogue of Life.